# ダニエル・カンブロネロ
ダニエル・アルトゥーロ・カンブロネロ・ソラーノ（Daniel Arturo Cambronero Solano 、1986年1月8日 - ）は、コスタリカ・サンホセ出身のプロサッカー選手。サッカーコスタリカ代表。ポジションはGK。

## 経歴

### クラブ
デポルティーボ・サプリサを経てプンタレナスFCでプロデビュー。以来、国内のクラブでプレーを続けている。

### 代表
2009年5月に開催された親善試合・ベネズエラ代表戦でA代表初キャップ。試合は1-1のドローに終わった。同年、2009 CONCACAFゴールドカップ参加メンバーに登録されたが、出場機会は無かった。

## 代表歴

### 出場大会
- コスタリカ代表
  - 2014 FIFAワールドカップ

### 試合数
- 国際Aマッチ 2試合 0得点（2009年-2011年）[4]

| コスタリカ代表 | 国際Aマッチ | 国際Aマッチ |
| 年             | 出場        | 得点        |
| -------------- | ----------- | ----------- |
| 2009           | 1           | 0           |
| 2010           | 0           | 0           |
| 2011           | 1           | 0           |
| 通算           | 2           | 0           |